# Ciclismo nos Jogos Pan-Americanos de 2011 - Estrada contra o relógio masculino
A competição de estrada contra o relógio masculino foi um dos eventos do ciclismo de estrada nos Jogos Pan-Americanos de 2011 em Guadalajara. Foi disputada no Circuito de Rua de Guadalajara no dia 16 de outubro.

## Calendário
Horário local (UTC-6).
| Data          | Horário | Fase  |
| ------------- | ------- | ----- |
| 16 de outubro | 10:30   | Final |

## Medalhistas
| Ouro   | COL Marlon Pérez   |
| Prata  | ARG Matías Médici  |
| Bronze | CHI Carlos Oyarzún |

## Resultados
| Pos.              | Ciclista             | Tempo    |
| ----------------- | -------------------- | -------- |
| Medalha de ouro   | COL Marlon Pérez     | 49:56.93 |
| Medalha de prata  | ARG Matías Médici    | 50:00.98 |
| Medalha de bronze | CHI Carlos Oyarzún   | 50:27.60 |
| 4                 | CRC Gregori Brenes   | 50:43.00 |
| 5                 | ARG Leandro Messineo | 50:46.98 |
| 6                 | MEX Carlos López     | 51:13.60 |
| 7                 | COL Iván Casas       | 51:21.13 |
| 8                 | VEN Tomás Gil        | 51:38.74 |
| 9                 | CAN Rémi Pelletier   | 52:01.07 |
| 10                | CUB Arnold Alcolea   | 52:10.73 |
| 11                | MEX Bernardo Colex   | 52:11.53 |
| 12                | CAN Robert Britton   | 52:19.66 |
| 13                | BRA Gregolry Panizo  | 52:32.00 |
| 14                | ANT Robert Marsh     | 56:49.77 |

Legenda
| Recorde mundial                  | Recorde mundial (World record)               |                       | Recorde africano                      | Recorde africano (African) |                                           | Q | Classificado por posição (Qualified) |
| Recorde dos Jogos Pan-Americanos | Recorde pan-americano (Pan-American record)  | Recorde da América    | Recorde da América (Americas)         | q                          | Classificado por melhor tempo (Qualified) |   |                                      |
| Melhor marca do ano              | Melhor marca do ano (World leading)          | Recorde asiático      | Recorde asiático (Asian)              | DNS                        | Não largou (Did not start)                |   |                                      |
| Recorde nacional                 | Recorde nacional (National record)           | Recorde europeu       | Recorde europeu (European)            | DNF                        | Não terminou (Did not finish)             |   |                                      |
| Recorde pessoal                  | Recorde pessoal do atleta (Personal best)    | Recorde da Oceania    | Recorde da Oceania (Oceania)          | DSQ / DQ                   | Desclassificado (Disqualified)            |   |                                      |
| Recorde da temporada             | Recorde da temporada do atleta (Season best) | Recorde sul-americano | Recorde sul-americano (South America) | NM                         | Sem marca (No mark)                       |   |                                      |